# 242 (tal)
242 är det naturliga talet som följer 241 och som följs av 243.

## Inom vetenskapen
- 242 Kriemhild, en asteroid.

## Inom matematiken
- 242 är ett jämnt tal.
- 242 är ett palindromtal i det decimala talsystemet.
- 242 är ett palindromtal i det ternära talsystemet.